# Onthophagus phoenicocerus
Onthophagus phoenicocerus là một loài bọ cánh cứng trong họ Bọ hung (Scarabaeidae).